# 장크트피트

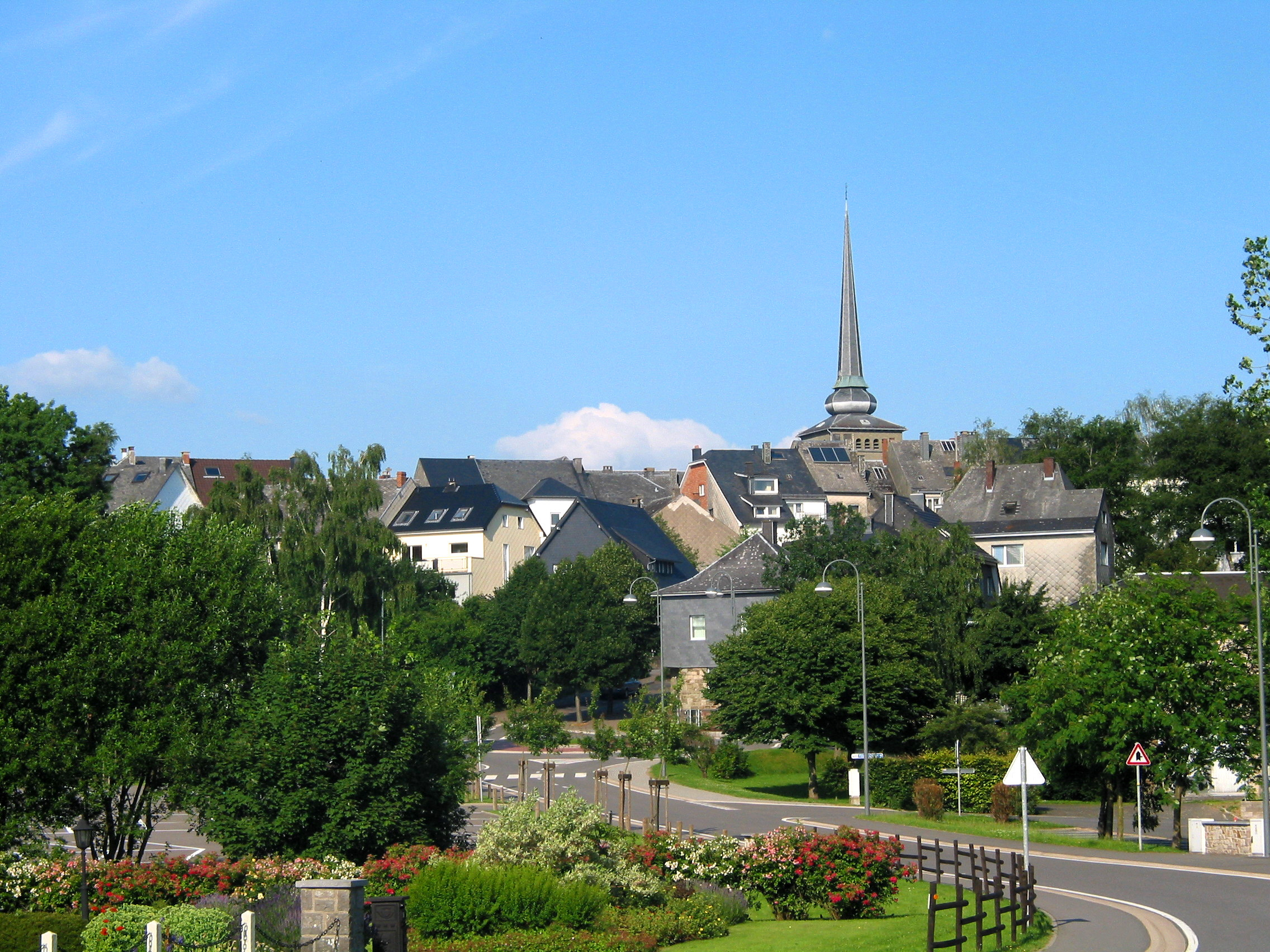
장크트피트

장크트피트(독일어: Sankt Vith, 프랑스어: Saint-Vith 생비트[*])는 벨기에 왈롱 리에주주에 위치한 도시로 면적은 146.93km2, 인구는 9,451명(2013년 1월 1일 기준), 인구 밀도는 64명/km2이다.

시기
시 문장